# Collegio elettorale di Pomigliano d'Arco (Senato della Repubblica)
Il collegio di Pomigliano d'Arco fu un collegio elettorale uninominale della Repubblica Italiana per l'elezione del Senato della Repubblica. Apparteneva alla circoscrizione Campania e fu utilizzato per eleggere un senatore nella XII, XIII e XIV legislatura.
Venne istituito nel 1993 con la cosiddetta Legge Mattarella (Legge n. 276, Norme per l'elezione del Senato della Repubblica), attuata in seguito al referendum abrogativo del 1993. La legge istituì per la Camera dei deputati e per il Senato della Repubblica un sistema di elezione misto, in parte maggioritario e in parte proporzionale. Il 75% dei parlamentari dell'assemblea veniva eletto in collegi uninominali tramite sistema maggioritario a turno unico; il restante 25% al Senato veniva eletto tramite recupero proporzionale dei più votati non eletti attraverso un meccanismo di calcolo denominato "scorporo", cioè sottraendo dal conteggio dei voti totali di una lista nella parte proporzionale i voti ottenuti dai candidati collegati alla medesima lista che erano eletti nei collegi uninominali con il sistema maggioritario.
Il collegio venne abolito insieme a tutti gli altri che costituivano il Senato con la promulgazione della legge elettorale successiva, la cosiddetta Legge Calderoli. Questa prevedeva un sistema proporzionale con premio di maggioranza, che al Senato veniva attribuito a livello regionale.

## Territorio
Il collegio di Pomigliano d'Arco era uno dei 22 collegi uninominali in cui era suddivisa la Campania e, come previsto dal D.Lgs. del 20 dicembre 1993 n. 535, era interamente compreso nella provincia di Napoli e comprendeva i seguenti comuni: Acerra, Brusciano, Caivano, Casalnuovo di Napoli, Castello di Cisterna, Mariglianella, Marigliano, Pomigliano d'Arco, San Vitaliano, Scisciano e Volla.

## Eletti
| Elezione | Elezione | Senatore         | Partito                 |
| -------- | -------- | ---------------- | ----------------------- |
|          | 1994     | Francesco Barra  | Progressisti (RS)       |
|          | 1996     | Aniello Palumbo  | L'Ulivo (PPI)           |
|          | 2001     | Salvatore Marano | Casa delle Libertà (FI) |

## Dati elettorali

### XII legislatura
|                               | Francesco Barra ✔️ Eletto | Progressisti                  | 46 660  | 44,50 |  |  |  |  |  |
|                               | Guglielmo Giuntoli        | Polo del Buon Governo         | 32 869  | 31,35 |  |  |  |  |  |
|                               | Francesco Tagliamonte     | Patto per l'Italia            | 17 645  | 16,83 |  |  |  |  |  |
|                               | Ludovico Montano          | Unione Cristiani e Riformisti | 7 686   | 7,33  |  |  |  |  |  |
| Totale                        | Totale                    | Totale                        | 104 860 | 100   |  |  |  |  |  |
|                               |                           |                               |         |       |  |  |  |  |  |
| Voti non validi               | Voti non validi           | Voti non validi               | 12 710  | 10,81 |  |  |  |  |  |
| Votanti                       | Votanti                   | Votanti                       | 117 570 | 80,84 |  |  |  |  |  |
| Elettori                      | Elettori                  | Elettori                      | 145 441 |       |  |  |  |  |  |
|                               |                           |                               |         |       |  |  |  |  |  |
| Data: 27-28 marzo 1994        |                           |                               |         |       |  |  |  |  |  |
| Fonte: Ministero dell'interno |                           |                               |         |       |  |  |  |  |  |

### XIII legislatura
|                               | Aniello Palumbo ✔️ Eletto | L'Ulivo                            | 58 156  | 54,27 |  |  |  |  |  |
|                               | Francesco Tagliamonte     | Polo per le Libertà                | 39 489  | 36,85 |  |  |  |  |  |
|                               | Vito Nigro                | Movimento Sociale Fiamma Tricolore | 5 355   | 5,00  |  |  |  |  |  |
|                               | Giuseppe Ciccone          | Democrazia Sociale                 | 2 126   | 1,98  |  |  |  |  |  |
|                               | Fortunato Brasiello       | Socialista                         | 2 030   | 1,89  |  |  |  |  |  |
| Totale                        | Totale                    | Totale                             | 107 156 | 100   |  |  |  |  |  |
|                               |                           |                                    |         |       |  |  |  |  |  |
| Voti non validi               | Voti non validi           | Voti non validi                    | 11 125  | 9,41  |  |  |  |  |  |
| Votanti                       | Votanti                   | Votanti                            | 118 281 | 76,77 |  |  |  |  |  |
| Elettori                      | Elettori                  | Elettori                           | 154 067 |       |  |  |  |  |  |
|                               |                           |                                    |         |       |  |  |  |  |  |
| Data: 21 aprile 1996          |                           |                                    |         |       |  |  |  |  |  |
| Fonte: Ministero dell'interno |                           |                                    |         |       |  |  |  |  |  |

### XIV legislatura
|                               | Salvatore Marano ✔️ Eletto      | Casa delle Libertà                   | 49 379  | 39,44 |  |  |  |  |  |
|                               | Aniello Palumbo                 | L'Ulivo                              | 44 115  | 35,23 |  |  |  |  |  |
|                               | Tommaso Sodano ✔️ Eletto        | Partito della Rifondazione Comunista | 12 263  | 9,79  |  |  |  |  |  |
|                               | Immacolata Verone               | Democrazia Europea                   | 9 410   | 7,52  |  |  |  |  |  |
|                               | Gerardo Bigliardo               | Lista Di Pietro                      | 5 665   | 4,52  |  |  |  |  |  |
|                               | Vito Nigro                      | Fiamma Tricolore                     | 2 052   | 1,64  |  |  |  |  |  |
|                               | Zaccaria Oreste Pompeo Albarano | Lista Pannella-Bonino                | 1 736   | 1,39  |  |  |  |  |  |
|                               | Salvatore Tardi                 | Forza Nuova                          | 585     | 0,47  |  |  |  |  |  |
| Totale                        | Totale                          | Totale                               | 125 205 | 100   |  |  |  |  |  |
|                               |                                 |                                      |         |       |  |  |  |  |  |
| Voti non validi               | Voti non validi                 | Voti non validi                      | 14 255  | 10,22 |  |  |  |  |  |
| Votanti                       | Votanti                         | Votanti                              | 139 460 | 81,59 |  |  |  |  |  |
| Elettori                      | Elettori                        | Elettori                             | 170 937 |       |  |  |  |  |  |
|                               |                                 |                                      |         |       |  |  |  |  |  |
| Data: 13 maggio 2001          |                                 |                                      |         |       |  |  |  |  |  |
| Fonte: Ministero dell'interno |                                 |                                      |         |       |  |  |  |  |  |